# Ильич (Амурская область)
Ильич — упразднённое село в Ромненском районе Амурской области, Россия. Исключено из учётных данных в 1974 году.

## География
Село располагалось в болотистой местности правобережья реки Белая, на расстоянии примерно 1 километр (по прямой) к северу от села Верхнебелое.

## История
Основано в начале 1920-х годов как сельскохозяйственная артель. По данным 1926 года на хуторе Ильича имелось 6 хозяйств крестьянского типа и проживало 44 человека (26 мужчин и 18 женщин). В национальном составе населения преобладали украинцы. В административном отношении входил в состав Верхне-Бельского сельсовета Александровского района Амурского округа Дальневосточного края.
Решением Амурского исполкома от 7 июня 1974 года № 253, село Ильич исключено из учётных данных как несуществующее.